# Kunst im öffentlichen Raum in Hamburg-Altstadt
Diese Liste von Kunst im öffentlichen Raum in Hamburg-Altstadt enthält dauerhaft aufgestellte Kunstwerke auf dem Gebiet des Stadtteils Altstadt der Freien und Hansestadt Hamburg, die sich im öffentlichen Raum befinden und von anerkannten Künstlern und Künstlerinnen geschaffen wurden. Viele dieser Kunstwerke sind durch das Programm Kunst am Bau (und dessen Folgeprogramme) gefördert oder mit öffentlichen Geldern angekauft worden, dies ist aber keine Voraussetzung für die Aufnahme. Ebenso mögen einige dieser Kunstwerke als Kulturdenkmal geschützt sein, aber auch das ist keine Voraussetzung für die Aufnahme in diese Liste.
Bauschmuck ist im Normalfall im Artikel über das Bauwerk darzustellen, und gehört nicht in diese Liste. Streetart kann Aufnahme in die Liste finden, wenn es zu dem konkreten Kunstwerk eine ausführliche Rezeption in der Kunstwissenschaft gibt und ein enzyklopädischer Artikel über die Streetart-Künstler oder -Künstlerin existiert oder vorstellbar wäre. Denkmäler, die an eine Person oder ein Ereignis erinnern, können in die Liste aufgenommen werden, wenn sie ob ihrer zumeist plastischen Gestaltung als Kunstwerk gelten können. Bei reinen Gedenktafeln ist das normalerweise nicht der Fall.
Basis der Zusammenstellung sind Datensätze der Hamburger Kulturbehörde von 2012 und 2018, eine Veröffentlichung der SAGA GWG von 2008, und verschiedene Veröffentlichungen von Kunsthistorikern zum Thema. Eine abschließende Liste von Literatur kann es nicht geben, jedoch ist für jeden Eintrag in die Liste ein konkreter Verweis auf eine amtliche Liste oder anerkannte Sekundärliteratur erforderlich.
Gestohlene oder zerstörte Kunstwerke, die ehemals in Hamburg-Altstadt aufgestellt waren, sind in einer separaten Liste aufgeführt.

## Legende
- Lage: Nennt die nächstgelegene Straße und, wenn vorhanden und sinnvoll, das nächstgelegene Bauwerk (mit Hausnummer) oder das umgebende Gebiet (z. B. einen Park) und gibt nötigenfalls Hinweise zur genauen Lage. Darunter werden - wenn vorhanden - auch die Geo-Koordinaten und das Wikidata-Logo als Verweis auf das Wikidata-Objekt angegeben. Die Spalte ist nach der Adresse sortierbar.
- Künstler/in: Name des Künstlers oder der Künstlerin, die das Kunstwerk geschaffen haben, verlinkt mit dem Wikipedia-Artikel zur Person. Die Spalte ist nach dem Nachnamen sortierbar.
- Beschreibung: Kurzbeschreibung des Werks, immer zuerst: Werktitel (kursiv), dann möglichst Material, Stil, Größe, Dargestelltes, Art der Förderung
- Jahr: Jahr der Fertigstellung des Kunstwerkes, wenn unbekannt dann das Jahr der Aufstellung. Hier kann nur ein einziges Jahr angegeben werden, kein Zeitraum. Weitere zeitliche Details zur Schaffung des Kunstwerkes (von–bis) können in der Beschreibung angegeben werden.
- Quelle: Kulturbehörde, SAGA, Literatur, jeweils mit Fußnote. Diese Angabe ist für eine Aufnahme in die Liste verpflichtend.
- Bild: Bild des Kunstwerks, mit Link auf Commons-Kategorie wenn vorhanden

Hinweis: Die Grundsortierung der Liste erfolgt nach der Adresse. Die Liste ist alternativ nach Künstler, Werktitel, Datierung oder Quelle sortierbar.

## Liste
| Lage                                                                                          | Künstler                  | Beschreibung | Jahr      | Quelle                    | Bild |  |
| --------------------------------------------------------------------------------------------- | ------------------------- | --- | --------- | ------------------------- | --- |  |
| Adolphsplatz 1 auf dem Dachgesims der Handelskammer (Lage)                                    | Waldemar Otto             | Hammonia (versöhnt Theorie und Praxis) und Diana (nährt Kunst, Kultur und Wissenschaft) Direktauftrag IHK?                                           | 2005      | Kulturbehörde             | weitere Bilder |  |
| Altstädter Straße Ecke Springeltwiete (Lage)                                                  | Franz Erhard Walther      | „Sieben Orte für Hamburg“: „Koerper“ KiöR | 1970/89   | Kulturbehörde             | weitere Bilder |  |
| Bei der Petri-Kirche 2 (Lage)                                                                 | Fritz Fleer               | „Dietrich Bonhoeffer“ gestiftet von Stiftung Axel Springer 1979, Opferdenkmal                                                                        | 1979      | Kulturbehörde             | weitere Bilder |  |
| Deichtorplatz Südseite des Johann-Kontors (Lage)                                              | Franz Erhard Walther      | „Sieben Orte für Hamburg“: „Richtung“ KiöR | 1970/89   | Kulturbehörde             | weitere Bilder |  |
| Glockengießerwall Tunnel, 2×, an Betonrelief v. Haeger (Lage)                                 | Pfelder                   | „Wallfahrt“ KiöR, 2003 im Rahmen des Projekts „Tempolimit“ / Hamburger Architektursommer 2003 dort angebracht                                        | 2003      | Kulturbehörde             | weitere Bilder |  |
| Glockengießerwall Wallringtunnel, vor Kunsthalle (Lage)                                       | Barbara Haeger            | Wallringtunnel KaB | 1964/65   | Kulturbehörde             | Bild gesucht Die Wikipedia wünscht sich an dieser Stelle ein Bild vom Ort mit diesen Koordinaten 53.55423 10.00348 . Motiv: Glockengießerwall Falls du dabei helfen möchtest, erklärt die Anleitung , wie das geht. BW |  |
| Glockengießerwall Innenraum Hamburger Kunsthalle (nach Renovierung versetzt) (Lage)           | Aristide Maillol          | „La Rivière etendue – Der Fluss“ Teil IGA 53 Ausstellung „Plastik im Freien“ im Alstervorland auf niederem Sockel, dann Ankauf von Kunsthalle        | 1939–1943 | Kulturbehörde             | weitere Bilder |  |
| Glockengießerwall Ecke Ernst-Merck-Straße, vor Kunsthalle (Lage)                              | Franz Erhard Walther      | „Sieben Orte für Hamburg“: „Ort“ KiöR | 1970/89   | Kulturbehörde             | weitere Bilder |  |
| Glockengießerwall 5 vor Rotunde Kunsthalle (Lage)                                             | Hermann Hahn              | „Reiter“ Erwerb Kunsthalle | 1908      | Kulturbehörde             | weitere Bilder |  |
| Glockengießerwall 5 vor Rotunde Kunsthalle (Lage)                                             | Bernhard Luginbühl        | „Zyklop“ Erwerb Kunsthalle, 1973 zur IGA 73 in Esplanade aufgestellt, später vor Rotunde                                                             | 1967      | Kulturbehörde             | weitere Bilder |  |
| Glockengießerwall 5 Hamburger Kunsthalle (Lage)                                               | Bogomir Ecker             | Tropfsteinmaschine 1996 – 2496 KiöR |           | Kulturbehörde             | |  |
| Glockengießerwall 5 Stützmauer an der Hamburger Kunsthalle, an den Bahngleisen (Lage)         | Barbara Schmidt-Heins     | die eigene GESCHICHTE (1 von 3) KiöR | 1994      | Kulturbehörde             | |  |
| Hauptbahnhof Nord Fahrtreppe zur U2, Ausgang Richtung Glockengießerwall/Spitalerstraße (Lage) | Cornelia Schatte          | „Ich bin nicht oben ich bin nicht unten ich bin nicht rechts ich bin nicht links“, Inschrift auf Rolltreppenstufen Selbstauftrag mit Genehmigung HVV | 2001      | Kulturbehörde             | Bild gesucht Die Wikipedia wünscht sich an dieser Stelle ein Bild vom Ort mit diesen Koordinaten 53.55397 10.00448 . Motiv: Hauptbahnhof Nord Falls du dabei helfen möchtest, erklärt die Anleitung , wie das geht. BW |  |
| Hopfenmarkt vor Mahnmal St. Nikolai (Lage)                                                    | Ulrich Rückriem           | „Tempel“ KiöR | 1984      | Kulturbehörde             | weitere Bilder |  |
| Ida-Ehre-Platz (Lage)                                                                         | Hans-Joachim Frielinghaus | o.T. KaB | 1975      | Kulturbehörde             | weitere Bilder |  |
| Jungfernstieg U-Bahnhof Jungfernstieg, Europa-Passage (Lage)                                  | Bernd Nack                | „Farbsignale“ vermutlich Direktauftrag HVV | 1996      | Kulturbehörde             | Bild gesucht Die Wikipedia wünscht sich an dieser Stelle ein Bild vom Ort mit diesen Koordinaten 53.55212 9.99471 . Motiv: Jungfernstieg Falls du dabei helfen möchtest, erklärt die Anleitung , wie das geht. BW      |  |
| Jungfernstieg Reesendammbrücke (Lage)                                                         | Franz Erhard Walther      | „Sieben Orte für Hamburg“: „Raum“ KiöR | 1970/89   | Kulturbehörde             | weitere Bilder |  |
| Lombardsbrücke Uferpromenade Binnenalster (Lage)                                              | Franz Erhard Walther      | „Sieben Orte für Hamburg“: „Zeit“ KiöR | 1970/89   | Kulturbehörde             | weitere Bilder |  |
| Meßberg Ecke Fischertwiete/Pumpen (Lage)                                                      | Franz Erhard Walther      | „Sieben Orte für Hamburg“: „Innen-Aussen“ KiöR | 1970/89   | Kulturbehörde             | weitere Bilder |  |
| Meßberg U-Bahn-Haltestelle Meßberg (Lage)                                                     | Fritz Kronenberg          | ohne Titel (abstrakte Farbkomposition) KaB | 1960      | Kulturbehörde             | |  |
| Meßberg 1 (Lage)                                                                              | Lothar Fischer            | Enigma-Variation vermutlich Direktauftrag | 1996–1997 | Kulturbehörde             | weitere Bilder |  |
| Rathausmarkt (Lage)                                                                           | Waldemar Otto             | Heinrich-Heine-Denkmal Direktauftrag, finanziert von Spendengeldern, bürgerliche Denkmalkultur, Opferdenkmal?                                        | 1981–1982 | Kulturbehörde             | weitere Bilder |  |
| Rolandsbrücke vor Eingang Domstraße 18, (Lage)                                                | Rudolf Belling            | Segelmotiv Privat, ehemals (oder noch) Schiffsbank Hamburg                                                                                           | 1962      | Kulturbehörde             | weitere Bilder |  |
| Steinstraße Fußgängerunterführung Steinstraße, am Zugang zum U-Bahnhof Steinstraße (Lage)     | Walter Siebelist          | Die ehemalige Wasch- und Badeanstalt an der Steinstraße KaB                                                                                          | 1960      | Kulturbehörde             | weitere Bilder |  |
| Trostbrücke 4–6 Gebäude der Patriotischen Gesellschaft, Eingangsbereich, rechts (Lage)        | Helmuth Heinsohn          | Bemalte Fliesen zeigen ein Panorama des Hamburger Hafens, gesehen vom Gebäude der Patriotischen Gesellschaft aus                                     | 1972      | Patriotische Gesellschaft | weitere Bilder |  |
| Willy-Brandt-Straße 60 Mahnmal St. Nikolaikirche, Apsis (Lage)                                | Oskar Kokoschka           | Ecce Homo vermutlich Direktauftrag | 1972      | Kulturbehörde             | |  |
| Willy-Brandt-Straße Ecke Domstraße (Lage)                                                     | Franz Erhard Walther      | „Sieben Orte für Hamburg“: „Bewegung“ KiöR | 1970/89   | Kulturbehörde             | weitere Bilder |  |
| Willy-Brandt-Straße 73 Hauptverwaltung Deutsche Bundesbank (Lage)                             | Georg Engst               | Brunnen und zwei Objekte Bundesbank | 1982      | Kulturbehörde             | weitere Bilder |  |